# Hallig

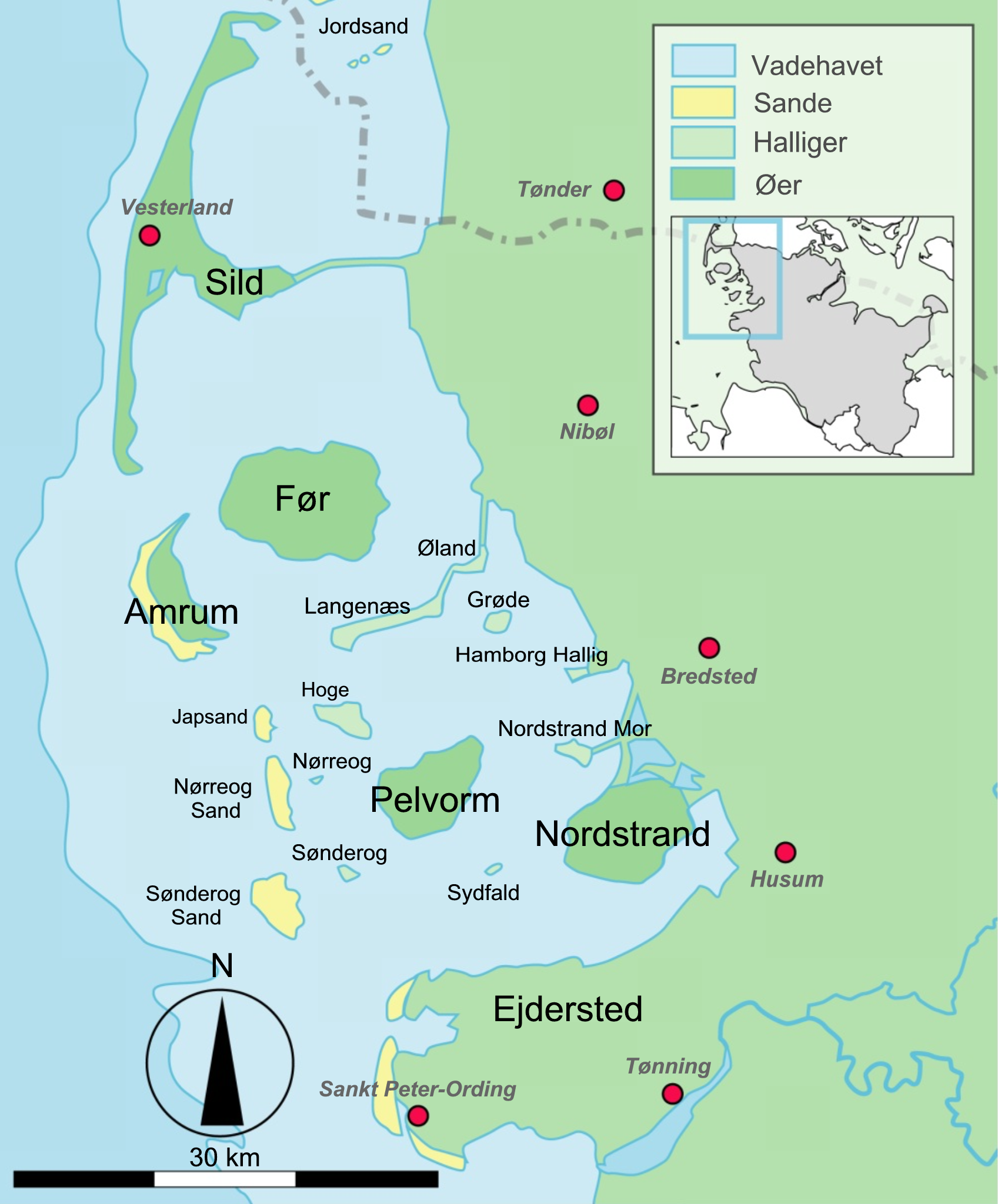
Öar och så kallade hallig i Nordfriesland

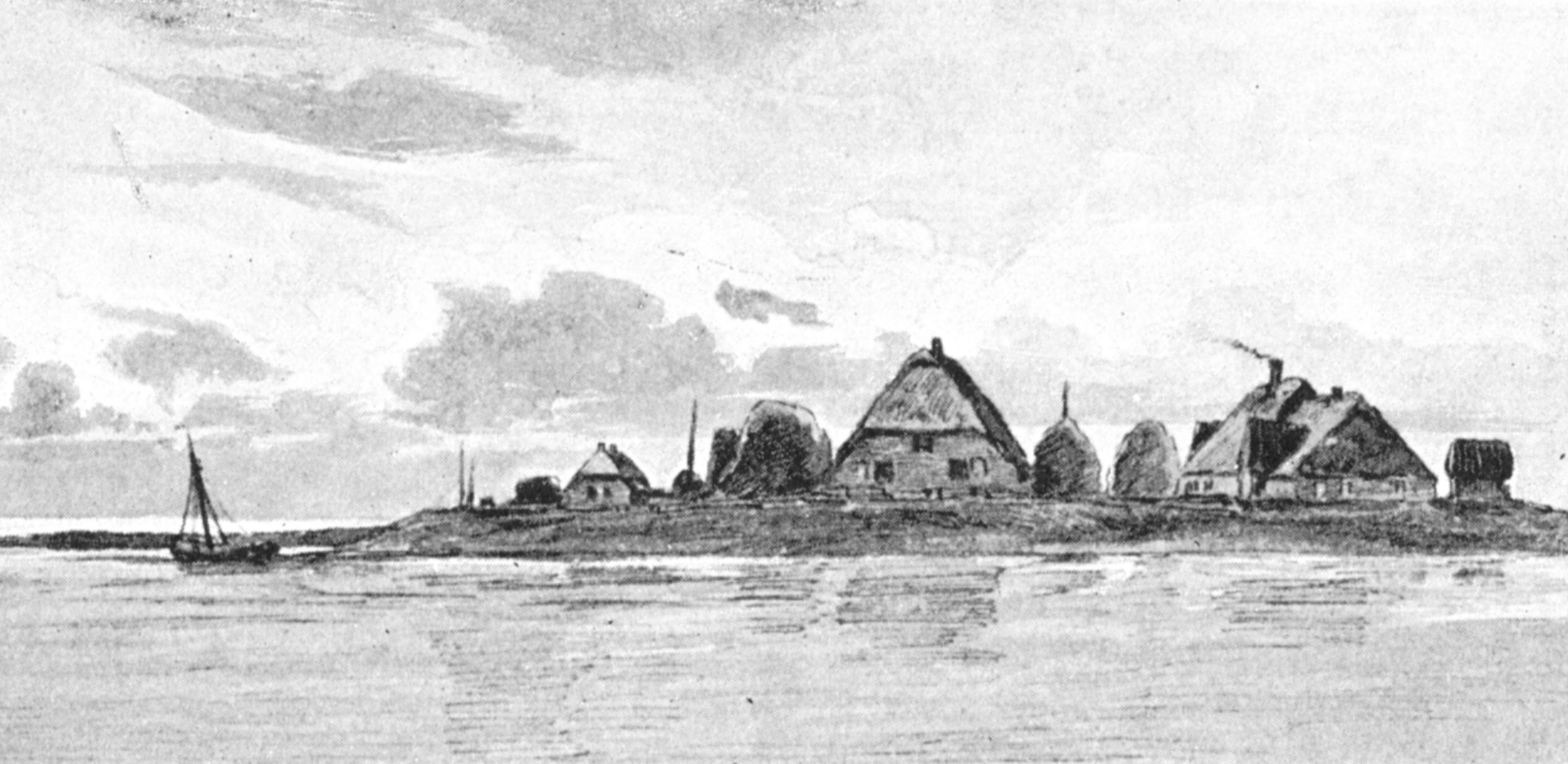
Halligen Gröde omkring år 1895

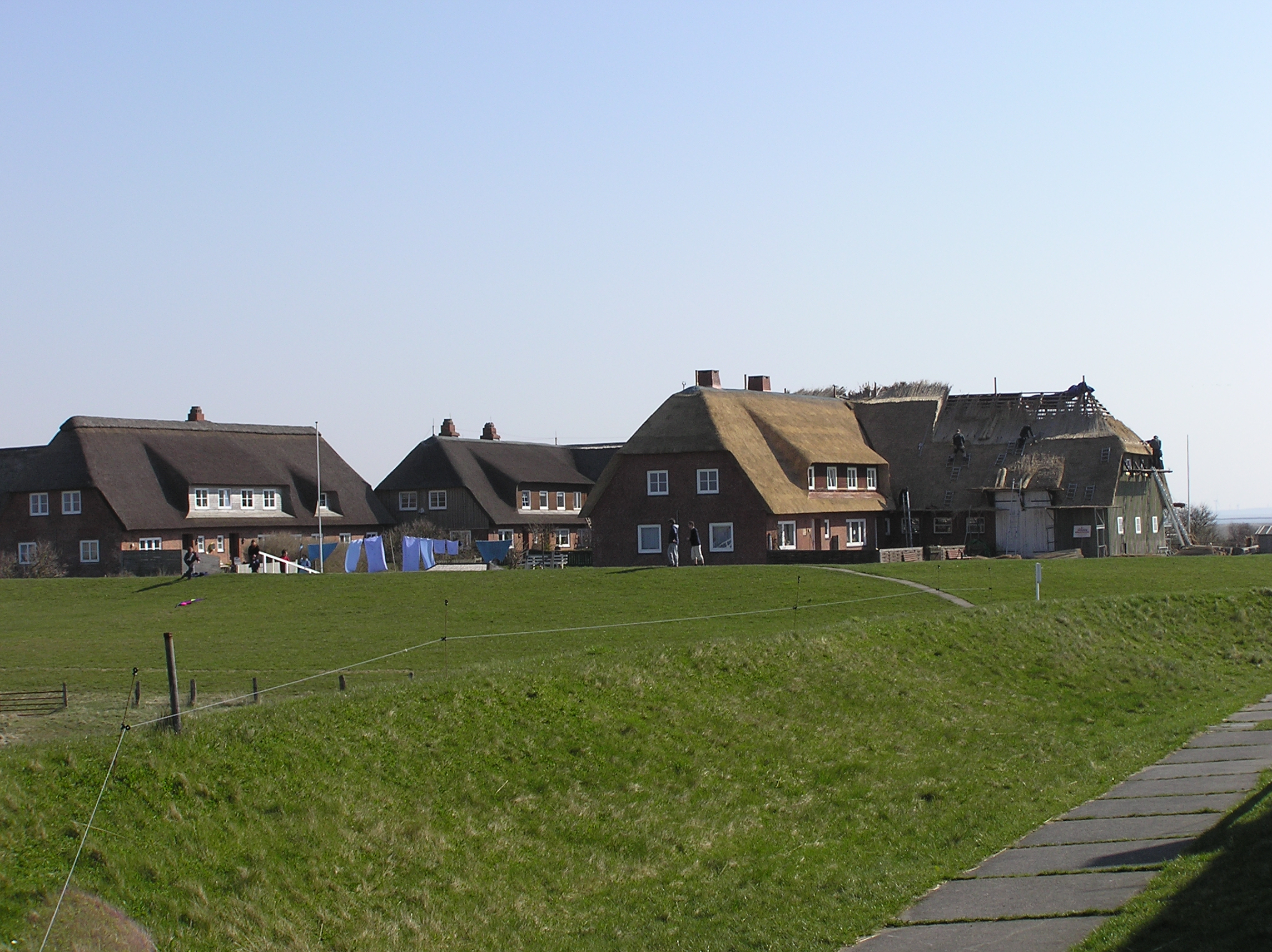
Terpen Knudtswarft på Gröde

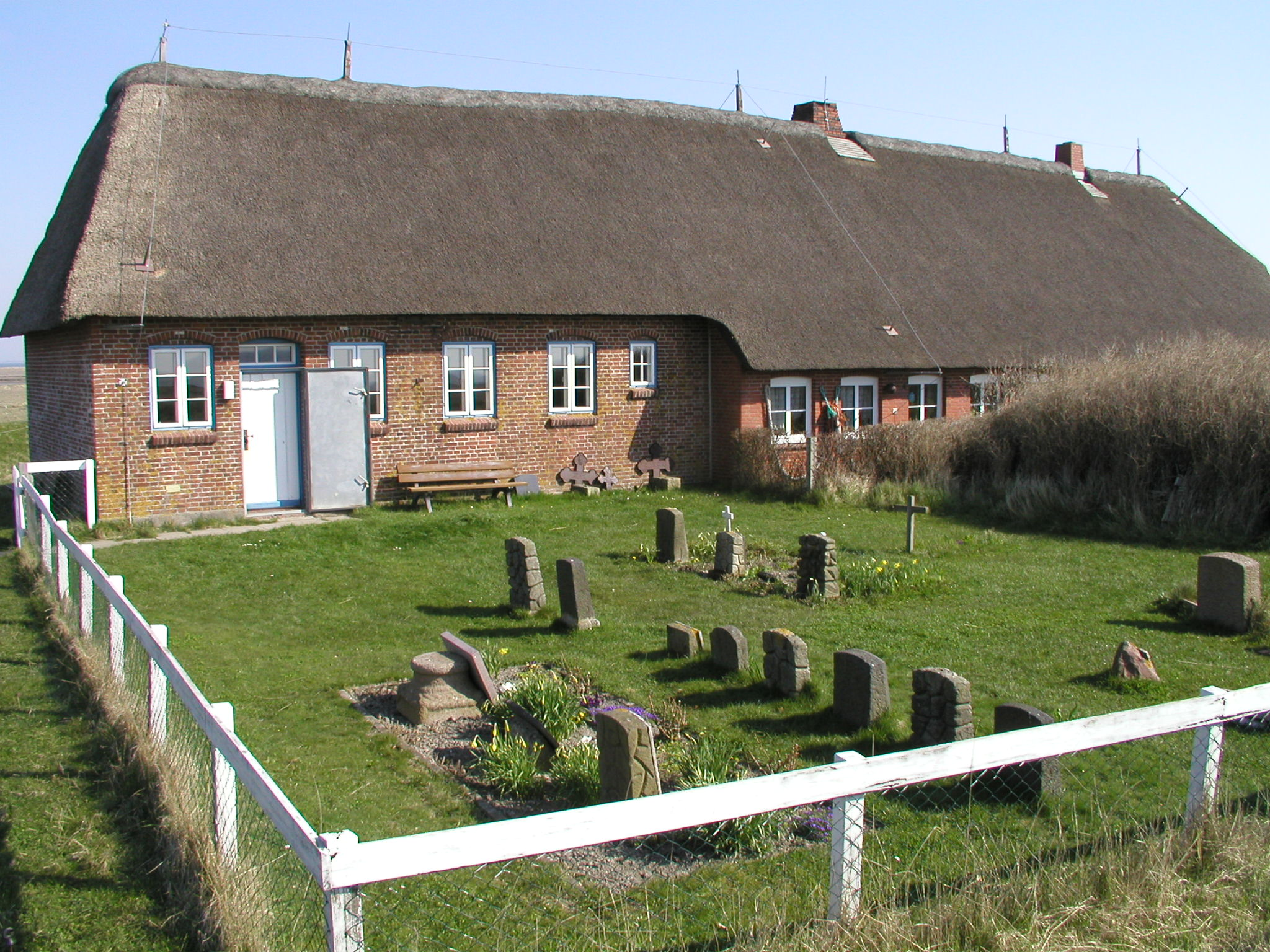
Kyrka och skola på terpen Kirchwarft på halligen Gröde

Hallig är en beteckning för mindre öar i Vadehavet i Nordsjön som i regel saknar skyddsvallar mot högvatten. Bebyggelsen ligger därför på konstgjorda kullar, så kallade terp, som skydd mot tidvattnet. Halligarna har uppstått i samband med stormfloder. Innan skyddsvallarna byggdes längs Nordsjökusten uppstod flera halligar i samband med översvämningar.
Halligar finns dels i västra Danmark, dels i nordvästra Tyskland (Nordfriesland). Längs den danska delen av Nordsjökusten finns en hallig, Langli, väster om Esbjerg. Halligen Jordsand söder om Rømø försvann i havet vintern 1999 och är numera en sorts sandbank. Mandø var en hallig tills den år 1937 fick skyddsvallar. De tio tyska halligarna ligger i Nationalpark Schleswig-Holsteinisches Wattenmeer.  

## Nordfrisiska halligar
- Langeness – 956 ha, 16 terper, ca 110 invånare. Smalspårig järnvägsförbindelse till Oland
- Hooge – 574 ha, 10 terper, ca 120 invånare
- Gröde – 277 ha, 2 terper, 17 invånare
- Nordstrandischmoor - 175 ha, 4 terper, 18 invånare. Smalspårig järnvägsförbindels till fastlandet. Här finns också en skola.
- Oland – 96 ha, 1 terp, ca 30 invånare. Smalspårig järnvägsförbindelse till Langeness och fastlandet
- Süderoog – 60 ha, 1 terp, 2 invånare
- Südfall – 50 ha, 1 terp med fågelreservat
- Hamburger Hallig – ca 70 ha, 1 terp. Förbindelse med fastlandet genom en 4 km lång damm genom marskland
- Norderoog – 9 ha, fågelreservat med bemannad station
- Habel – 7 ha, 1 terp, obebodd, fågelreservat med station som är bemannad på sommaren

## Danska halligar
- Jordsand – sedan 1999 översvämmad och därefter en sandbank
- Mandø – sedan 1937 skyddad genom en vall och därmed inte längre en hallig. Sydväst därom finns sandbanken Koresand
- Langli - Danmarks sista hallig